# Malung (đô thị)
Đô thị Malung (tiếng Thụy Điển: Malung kommun) là một đô thị ở hạt Dalarna của Thụy Điển. Thủ phủ là thị xã Malung. Dân số thời điểm 31 tháng 12 năm 2000 là 10799 người.